# Helen Margetts
Helen Zerlina Margetts OBE (nascida em 15 de setembro de 1961), é professora de Internet e Sociedade na Universidade de Oxford . e de 2011 a 2018 foi diretora do Oxford Internet Institute (OII).  Atualmente é Diretora do Programa de Políticas Públicas do Instituto Alan Turing de Ciência de Dados e Inteligência Artificial .  Ela é uma cientista política especializada em governança e política da era digital , e publicou mais de cem livros, artigos de periódicos e relatórios de pesquisa nesse campo.  Antes de ingressar no OII em outubro de 2004, ela foi professora de Ciência Política e Diretora do Programa de Políticas Públicas da University College London .  Ela detém muitos cargos de consultoria, incluindo o Conselho de Economia Digital do Governo do Reino Unido, o Conselho Consultivo Científico de Home Office e (de 2011 a 2015) o Conselho Consultivo Digital do Governo.

## Carreira
Margetts obteve seu primeiro grau, uma licenciatura em matemática, da Universidade de Bristol .  Em seu início de carreira, ela era programadora de computadores e analista de sistemas na Rank Xerox , após o que fez pós-graduação na London School of Economics .  Lá, ela obteve um mestrado em Política e Políticas Públicas (concedido em 1990) e um PhD em Governo (em 1996).  De 1994 a 1999, ela lecionou no Birkbeck College, em Londres .
Entre seus projetos de pesquisa no OII, ela usou uma variedade de métodos para investigar como a Internet pode afetar o relacionamento entre cidadãos e governo, e como dicas informativas podem afetar o sucesso de petições on-line e arrecadação de fundos de caridade.  Em março de 2011, ela foi testemunha especializada na investigação do Comitê de Contas Públicas do Parlamento do Reino Unido sobre o custo de projetos de tecnologia da informação financiados publicamente.
Margetts é um membra do Instituto Alan Turing .  Ela foi nomeada uma Ordem do Império Britânico (OBE) nas honras de Ano Novo de 2019 .

## Prêmios
Em 2003, Margetts e Patrick Dunleavy receberam o prêmio 'Political Scientists Making the Difference' da UK Policy Studies Association, em reconhecimento pelo trabalho em uma série de relatórios de política que avaliam o estado do governo na Internet para o National Audit Office do Reino Unido. .